# Еврейская автономная область
Евре́йская автоно́мная о́бласть (идиш ייִדישע אויטאָנאָמע געגנט‎ Yidishe oytonome gegnt) — субъект Российской Федерации, входящий в состав Дальневосточного федерального округа, Дальневосточный экономический район.
Область была образована 7 мая 1934 года из Биробиджанского еврейского национального района Дальневосточного края. Граничит на юге с Китаем (по реке Амур), на западе — с Амурской областью, на востоке — с Хабаровским краем.
Административный центр — город Биробиджан.
В 2010 году евреи составляли приблизительно 1,5 % населения области (~1700 человек), а в 2020 году 837 человек и 0,6 %.
Еврейская автономная область — единственный субъект Российской Федерации, имеющий статус автономной области, и единственное в мире, помимо Израиля, еврейское административно-территориальное образование с официальным юридическим статусом, а также единственный в мире регион, где идиш наделён статусом официального языка.

## История
В Российской империи евреи были национальным меньшинством, вынужденным проживать в черте оседлости и лишённым значительной части гражданских прав. Это привело к тому, что значительная часть евреев поддержала Октябрьскую революцию.

Биробиджан, памятник В. И. Ленину

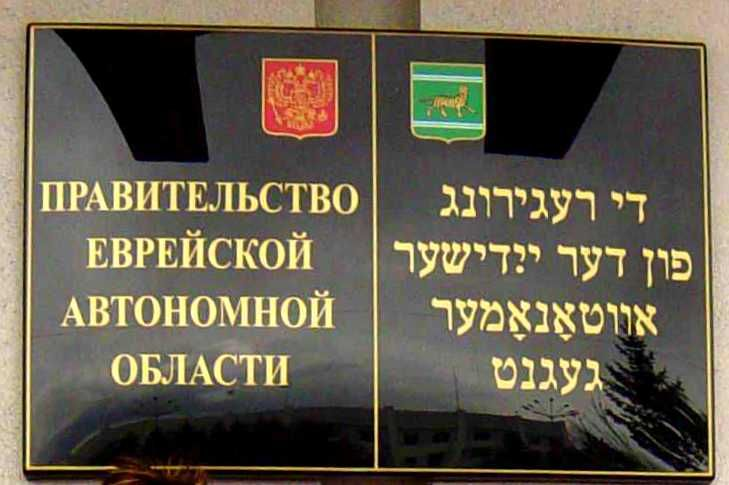
Надпись на здании правительства Еврейской автономной области на русском языке и на идише

Комитет по земельному устройству еврейских трудящихся при президиуме Совета национальностей ЦИК СССР (КомЗЕТ) был образован постановлением Президиума ЦИКа от 29 августа 1924 года с целью перевода еврейского населения Советской России к сельскохозяйственной деятельности.
В цели КомЗЕТа также входило сотрудничество с международными еврейскими организациями (в первую очередь, «Джойнтом») и создание альтернативы сионизму. В его ведении находились еврейские земледельческие поселения на Украине (южные области и Крым). В меньших масштабах КОМЗЕТ действовал в Белоруссии, а также в Узбекистане, Грузии, Дагестане, Азербайджане и на Северном Кавказе. 28 марта 1928 года Президиум ЦИК СССР принял постановление «О закреплении за КомЗЕТом для нужд сплошного заселения трудящимися евреями свободных земель и в приамурской полосе Дальневосточного края» — в Биробиджане.
20 августа 1930 года ЦИК РСФСР принял постановление «Об образовании в составе Дальневосточного края Биро-Биджанского национального района».
Постановлением ВЦИК от 7 мая 1934 года указанный национальный район получил статус автономной Еврейской национальной области. 18 декабря 1934 г. I областной съезд Советов завершил оформление нового национального государственного образования, утвердив план хозяйственного и культурного развития и избрав руководящие органы области. Через три недели председатель ВЦИК СССР Михаил Иванович Калинин на встрече с еврейскими рабочими Москвы подчеркнул, что советское правительство видит в автономии национальное еврейское государство — основу еврейской нации, однако для этого на этой территории должно быть сосредоточено не менее 100 тысяч человек.
В апреле 1931 года к изначальной площади в 35 тысяч квадратных километров тогда ещё Биробиджанского района присоединили Амуро-Тунгусский район (тем самым увеличив площадь до 72 тысяч квадратных километров), но в 1934 году ЕАО вернула Амуро-Тунгусский район Хабаровскому краю и взамен получила на западе посёлок Облучье с окрестностями.
20 июля 1934 года ВЦИК постановил «образовать в составе автономной Еврейской национальной области:
- Биробиджанский район с центром в рабочем посёлке Биробиджан;
- Бирский район с центром в рабочем посёлке Бира;
- Сталинский район с центром в селении Сталинск (быв. Сталинфельд);
- Блюхеровский район с центром в селении Блюхерово (быв. Михайлово-Семёновское);
- Смидовичский район с центром в рабочем посёлке Смидович (быв. Ин)»[14].

Постановления СНК СССР от 1 октября 1934 г. «О мерах по хозяйственному и культурному развитию Еврейской Автономной области» и Президиума ЦИК СССР от 29 августа 1936 г. «О советском, хозяйственном и культурном строительстве ЕАО» заложили программу развития области. По путёвкам ЦК ВКП(б) и Далькрайкома ВКП(б) сюда приехали партийно-хозяйственные работники, специалисты.
На руководящие посты были выдвинуты Матвей Павлович Хавкин (первый секретарь обкома ВКП(б)) и Иосиф Израйлевич Либерберг (председатель облисполкома — ранее директор Института еврейской пролетарской культуры при Академии наук Украины). Бывший ответственный работник партаппарата ВКП(б) Белорусской ССР И. Левин был назначен первым секретарём Биробиджанского райкома партии.
Несмотря на то, что еврейское население составляло по переписи 1939 г. 17 695 человек (18,45 %) из общей численности 108 400 чел., идиш получил статус государственного языка наравне с русским языком: его начали преподавать во всех школах, на нём издавались газеты и журналы. В 1934 г. были открыты Еврейский государственный театр и областная библиотека им. Шолом-Алейхема, имевшая значительный корпус литературы по еврейской тематике.

### Переселенческая политика
Биробиджанский проект вызвал большой интерес у еврейской общественности, в том числе и за рубежом. Это определило уникальность области, созданной как национально-территориальное образование для переселенцев, отправившихся туда уже в годы советской власти — на территории, никогда ранее не являвшейся местом компактного проживания этого народа. Процессу переселения посвящён художественный фильм режиссёра Владимира Владимировича Корш-Саблина «Искатели счастья» (1936 г.). Советская власть активно искала спонсоров нового региона среди еврейской общины за рубежом. Особое содействие оказывал созданный в США в 1935 году Американо-Биробиджанский комитет (Амбиджан).
Поселение евреев в Биробиджане совпало с усилением антисемитизма и репрессий в нацистской Германии, поэтому не случайно в начале 1930-х годов в Биробиджан прибыло около 1,4 тыс. еврейских эмигрантов из Европы, США, Аргентины, Эрец-Исраэля.
И. В. Сталин в ноябре 1936 года в речи «О проекте Конституции СССР» дезавуировал планы по созданию еврейской республики.

### Послевоенные годы
Только в 1945—1948 годах в область поступило продовольствия из США на 6 млн рублей. Послевоенный период ознаменовался на короткое время поддержкой еврейского национального движения: в 1947 году в Биробиджане была открыта синагога, было расширено преподавание идиша, а с 1948 года работницам биробиджанской швейной фабрики разрешили не работать в Йом-кипур.
Однако в 1950-х годах Советское государство изменило её еврейский и национальный характер, превратив регион в сельскую аграрную зону. Идиш и иудейская культура быстро исчезли, а общество стало в основном состоять из пролетарского советского населения.
В отчёте израильского посла Йосефа Авидара за 1956 год было обнаружено множество свидетельств о том, что еврейский культурный характер области практически исчез. Газета «Биробиджанер штерн» стала второстепенным изданием по сравнению с местной русскоязычной газетой и занималась в основном переводом материалов с русского на идиш. В системе образования не было найдено книг на идише и на иврите, ни для детей, ни для взрослых, а в книжных магазинах не было доступно оригинальных произведений на идише или словарей. Образовательная система области не включала изучение идиша, и большинство детей не понимало этот язык вообще. Идишский театр был закрыт, и жители области сообщали о полном разрушении еврейской культуры. Попытки подписаться на газету «Биробиджанер штерн» встретили бюрократические трудности. Несмотря на наличие еженедельной радиопрограммы на идише, её перенесли специально ко времени визита Авидара. Местным евреям было трудно сохранить свою еврейскую идентичность, и большинство из них смирились со своим положением. Оставшиеся в Биробиджане евреи были в основном людьми без образования или коммунистами с влиянием в местной администрации, что облегчало властям подавление любой еврейской активности.

### После 1991 года
После преобразования всех остальных автономных областей России в республики в начале 1990-х годов ЕАО осталась единственной автономной областью в России. После принятия новой Конституции Российской Федерации 1993 года ЕАО была выделена из состава Хабаровского края и стала равноправным субъектом Российской Федерации.
Из-за низкого индекса человеческого развития (в России он ниже только в Тыве и Чечне (см. список субъектов России по уровню ИЧР)) ЕАО занимает первое место в России по количеству уехавших в Израиль относительно общей численности местного еврейского населения (например, в период с 1994 по 1998 годы в Израиль уехало 59,6 % еврейского населения Еврейской автономной области от численности на 1994 год). При этом в ЕАО на 1994 год проживало всего 1,9 % от общей численности еврейского населения России и область в 1996—1998 годах заняла первое место среди субъектов России по количеству мигрантов в Израиль, или 13-14 % от общей миграции из России в Израиль в этот период. Ныне в Израиле (который по площади меньше ЕАО) живёт более 15 тысяч репатриантов из Еврейской автономной области, из них около пяти тысяч — в городе Маалот-Таршиха, составляя почти четверть населения города. Регулярно в Израиле проводится всеизраильская встреча репатриантов из ЕАО.

## Физико-географическая характеристика

### География

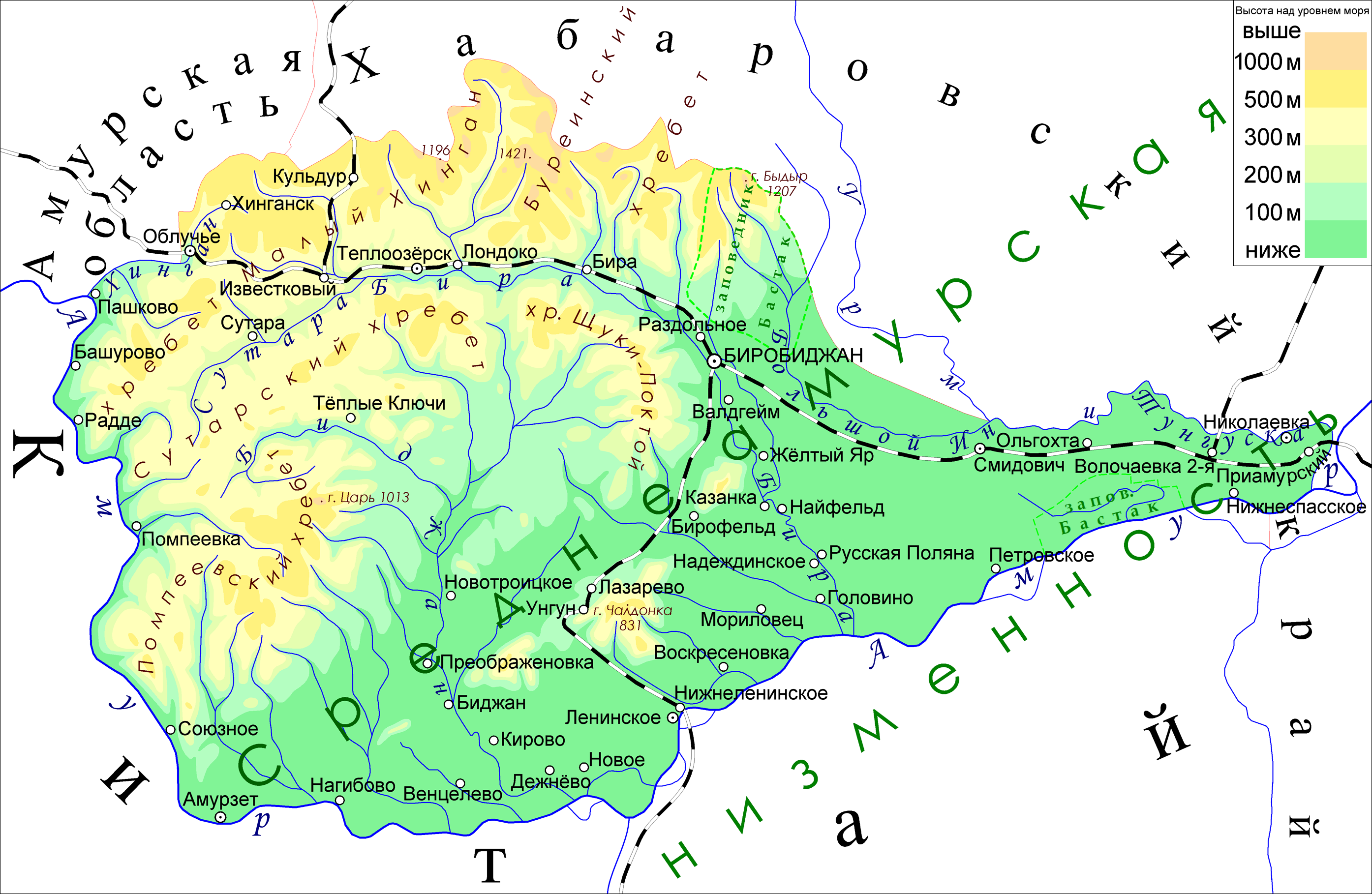
Карта Еврейской автономной области

По своим природным и климатическим условиям Еврейская автономная область принадлежит к одной из наиболее благоприятных местностей Дальнего Востока России. Её территория представлена двумя типами рельефа — горным и равнинным. Горные области — южная часть обширной Хингано-Буреинской горной системы, занимающая примерно половину всей площади области на севере и западе. Высшая точка — гора Студенческая (1421 м). Равнинная часть, простирающаяся на юге и востоке, представляет западную окраину Средне-Амурской низменности, над поверхностью которой возвышаются три хребта останцового типа: хребет Даур (674), хребет Большие Чурки (831) и хребет Ульдура (630). По территории область примерно сопоставима с Молдавией, Гвинеей-Бисау и Бутаном.
С юго-запада, юга и юго-востока на протяжении 584 км территория области омывается водами одной из величайших рек Евразии — Амура. Ширина русла у западных границ области (близ села Пашково Облученского района) — 1,5 км, у восточных — 2,5 км. Амур покрыт льдом 5 месяцев — с конца ноября до конца апреля. Зимой толщина льда достигает 2 м, что позволяет осуществлять по реке грузовые и пассажирские перевозки. Навигация продолжается в среднем 180 дней. К бассейну Амура принадлежит ряд крупных (длиной более 10 км) и 1146 малых (длиной менее 10 км) рек — это Бира, Биджан, Биракан, Ин, Урми, Икура и другие. Общая протяжённость речной сети составляет 8231 км. Верховья рек Бира и Биджан служат нерестилищем для дальневосточной кеты.
Еврейская автономная область находится в часовой зоне МСК+7. Смещение применяемого времени относительно UTC составляет +10:00.

### Климат
Климат умеренный. Зима — малоснежная и холодная (средняя температура января — от −19 °C на крайнем юго-западе в Амурзете до −25 °C в горах), лето — тёплое и влажное. Значительное влияние на климат оказывает рельеф местности. В течение года выпадает 600—700 мм осадков, причём около 75 процентов осадков — в период с мая по сентябрь.

### Растительный и животный мир
Территорию области покрывают густые леса. Флора области включает в себя 1392 вида растений, в том числе более 200 медоносных, около 300 видов лекарственных. Леса богаты ягодами, грибами и орехами. Из 1,7 млн га лесных угодий 165 тыс. га занято кедрово-широколиственными лесами, 250 тыс. га — елово-пихтовыми, 165 тыс. га — лиственничными, 347 тыс. га дубовыми. Запас древесины составляет 202 млн м³ (Государственный лесной реестр, 2009).
Луговая растительность юга Дальнего Востока России делится на два класса. К первому относятся остепнённые суходольные луга, занимающие надпойменные речные террасы, склоны гор и увалов (сопок). Второй класс представлен влажными и болотистыми лугами, которые встречаются преимущественно в поймах рек. Привлекают внимание растущие на остепнённых лугах декоративные виды трав, например: пион молочноцветковый, ирис мечевидный, лилия пенсильванская (даурская), вероничник сибирский и другие. Вейник Лангсдорфа и лабазник дланевидный обычны как на суходольных, так и на сырых лугах.

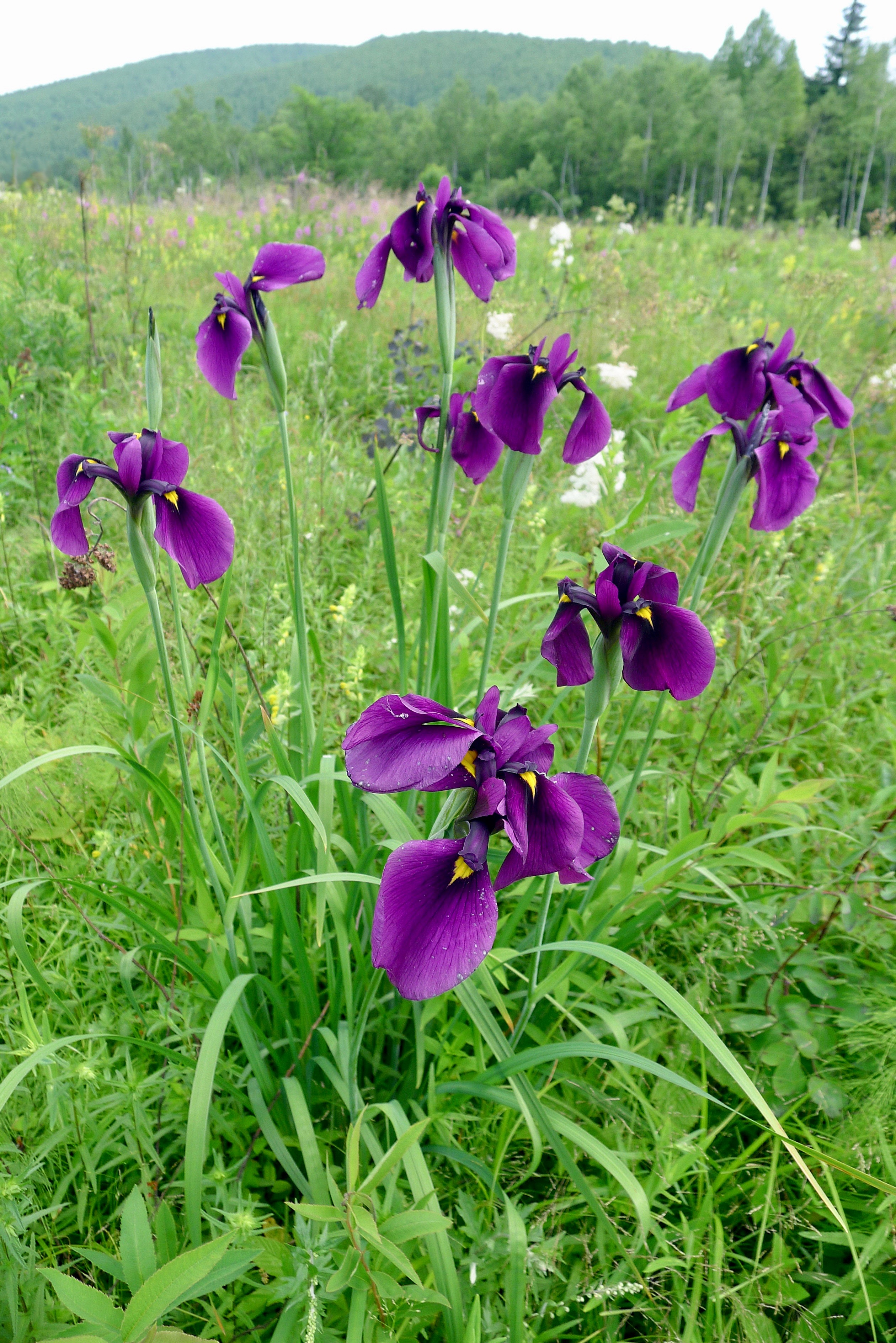
Ирис мечевидный
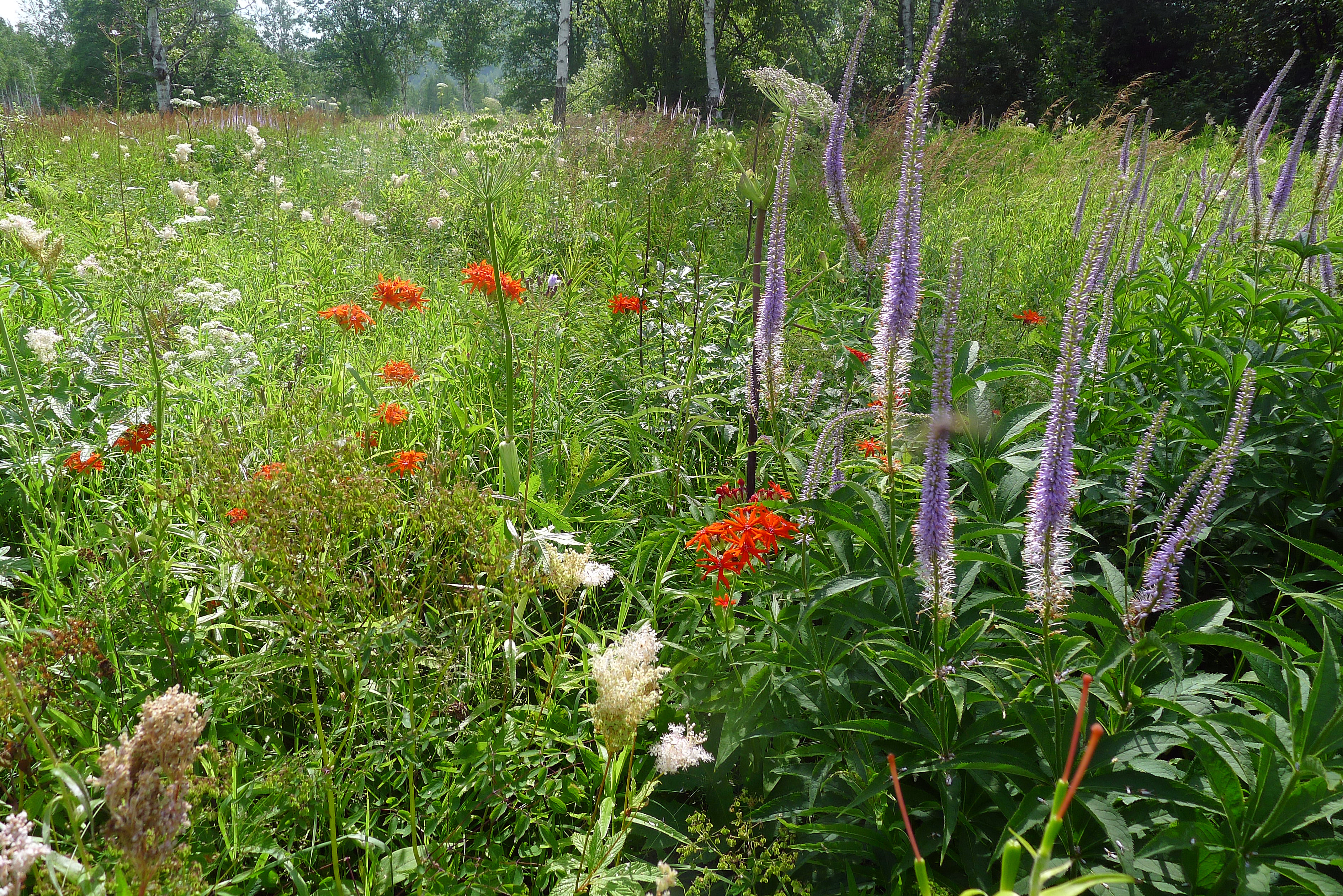
Зорька сверкающая, вероничник сибирский и лабазник
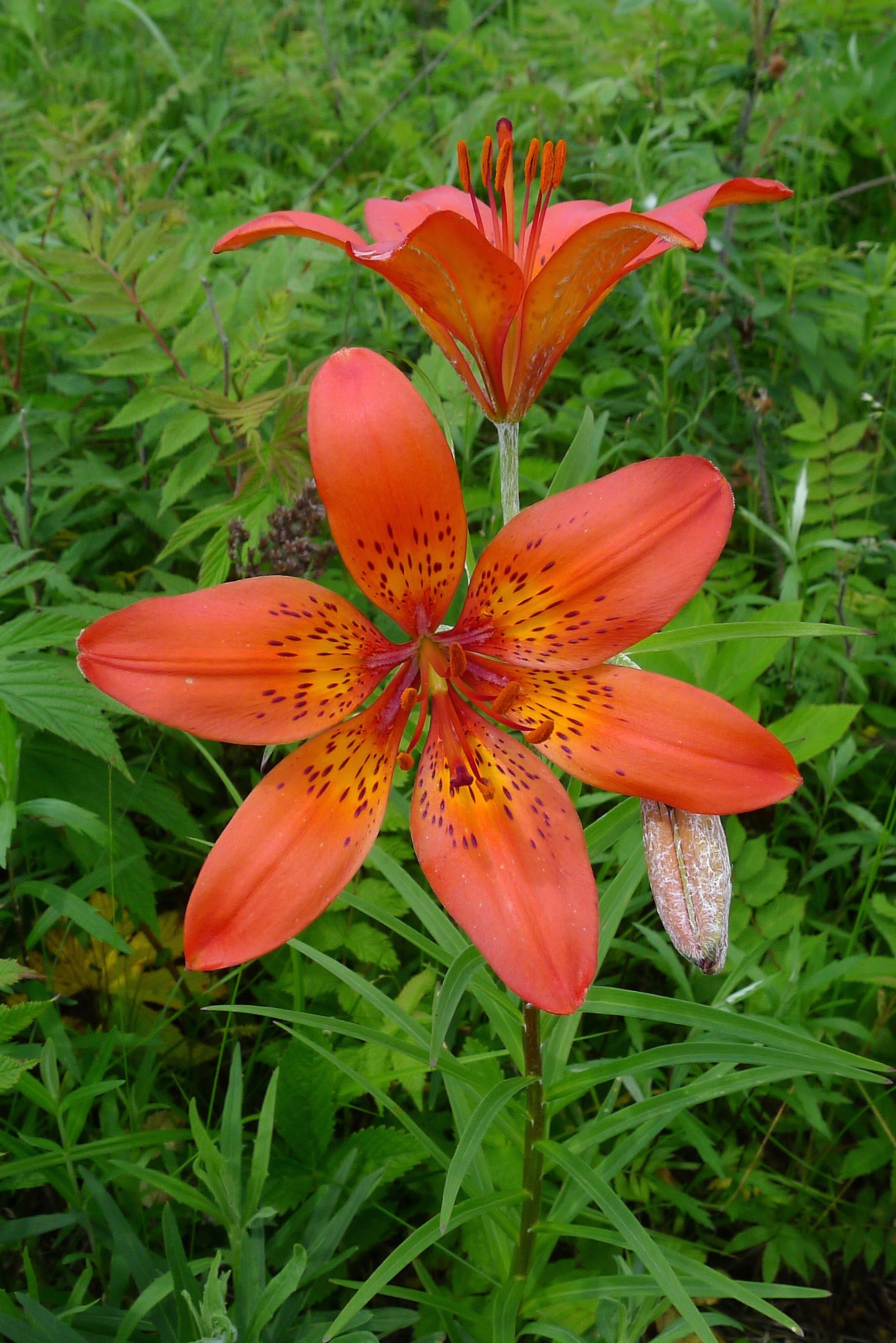
Лилия пенсильванская

Разнообразен животный мир области: здесь водятся бурый и гималайский медведи, амурский тигр, непальская куница, лисица, колонок, соболь, кабан, лось, изюбр, фазан, различные породы уток. Фауна млекопитающих насчитывает 59 видов.
В водоёмах области обитает 73 вида рыб, в том числе белый и чёрный амур, верхогляд, желтощёк, калуга, кета, ленок, амурский лещ, осётр, сазан, налим, таймень, толстолоб, хариус, щука и другие. Семь видов, нуждающихся в особой охране, занесены в Красную книгу России. Для воспроизводства дальневосточного стада лососёвых рыб в области действует два рыборазводных завода мощностью закладки 64,5 млн икринок в год.

### Охрана природы
Государственный природный заповедник «Бастак» учреждён постановлением Правительства Российской Федерации 28 января 1997 г. № 96 (Собрание законодательства Российской Федерации, 1997, № 6, ст. 744). Расположен на территории Облученского, Биробиджанского и Смидовичского районов Еврейской автономной области. Общая площадь заповедника 127 094,5 гектара, в том числе в Облученском районе — 72 662 гектара, Смидовичском — 35 323,5 гектара, и Биробиджанском — 19 109 гектаров.
Пять государственных природных комплексных заказников занимают 225 тыс. га, что составляет 7 % территории области.
Динамичное развитие торговых отношений с КНР после распада СССР повлекло изменения в экологической обстановке в регионе. На основе десятилетних наблюдений был сделан вывод, что объём вырубок многократно превышает разрешённый и декларируемый. Это вызвало обеспокоенность Всемирного фонда дикой природы. Лесопилки и лесные склады, принадлежащие китайцам, играют ключевую роль в распространении незаконных рубок (стр. 17). Причём в этом бизнесе не последнее место занимают представители ОПГ. Браконьерство вносит вклад в сокращение редких видов животных; а основным направлением контрабанды стал вывоз частей и дериватов.

### Минеральные ресурсы
На территории Еврейской автономной области выявлены и разведаны месторождения более 20 видов полезных ископаемых, в том числе крупные месторождения железа, марганца, олова, золота, графита, брусита, магнезитов, цеолитов, имеются источники минеральных вод.
По насыщенности месторождений и рудопроявлений, концентрации полезных ископаемых область является одной из богатейших территорий России.
Однако потенциал её природных ресурсов до конца не изучен и не разведан. К тому же подавляющая часть продукции минерально-сырьевого комплекса вывозится, перерабатывающих предприятий крайне мало.
Наиболее перспективные проявления полезных ископаемых могут и должны привлечь внимание отечественных и зарубежных инвесторов. Это позволило бы полнее использовать минерально-сырьевую базу ЕАО.

### Наводнения
С конца июля 2013 года юг Дальнего Востока России и северо-восток Китая оказались подвержены катастрофическим наводнениям, вызванными интенсивными затяжными осадками, что привело к последовательному увеличению уровня воды в реке Амур. На пике паводка, 3 и 4 сентября, расход воды в Амуре достигал 46 тысяч м³/с, при норме в 18—20 тысяч м³/с. Наводнение таких масштабов произошло впервые за 115 лет наблюдений, и, согласно моделям, вероятность повторения такого события — один раз в 200—300 лет.

## Перспективы области

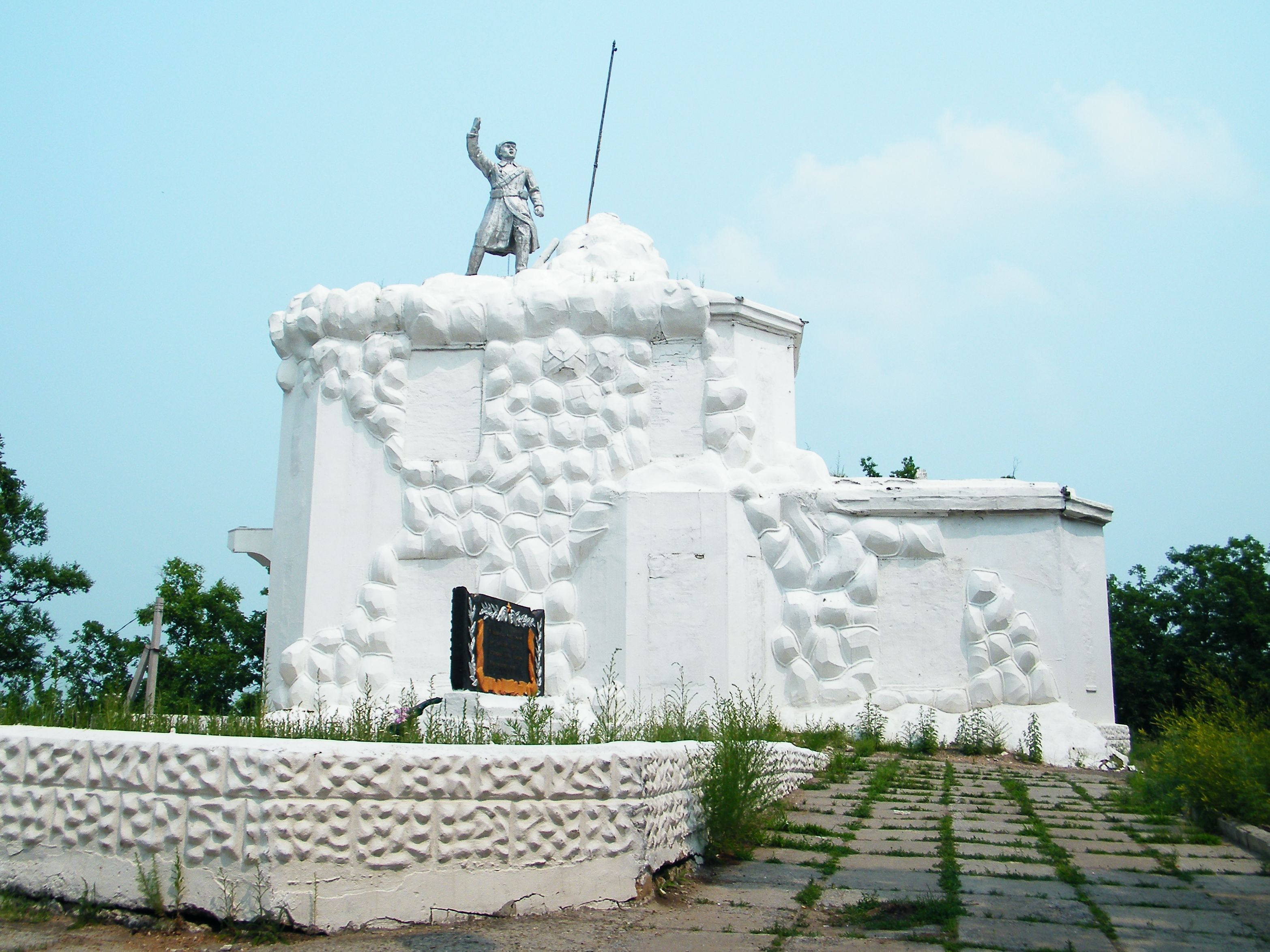
Памятник «Волочаевский бой» у села Волочаевка-1

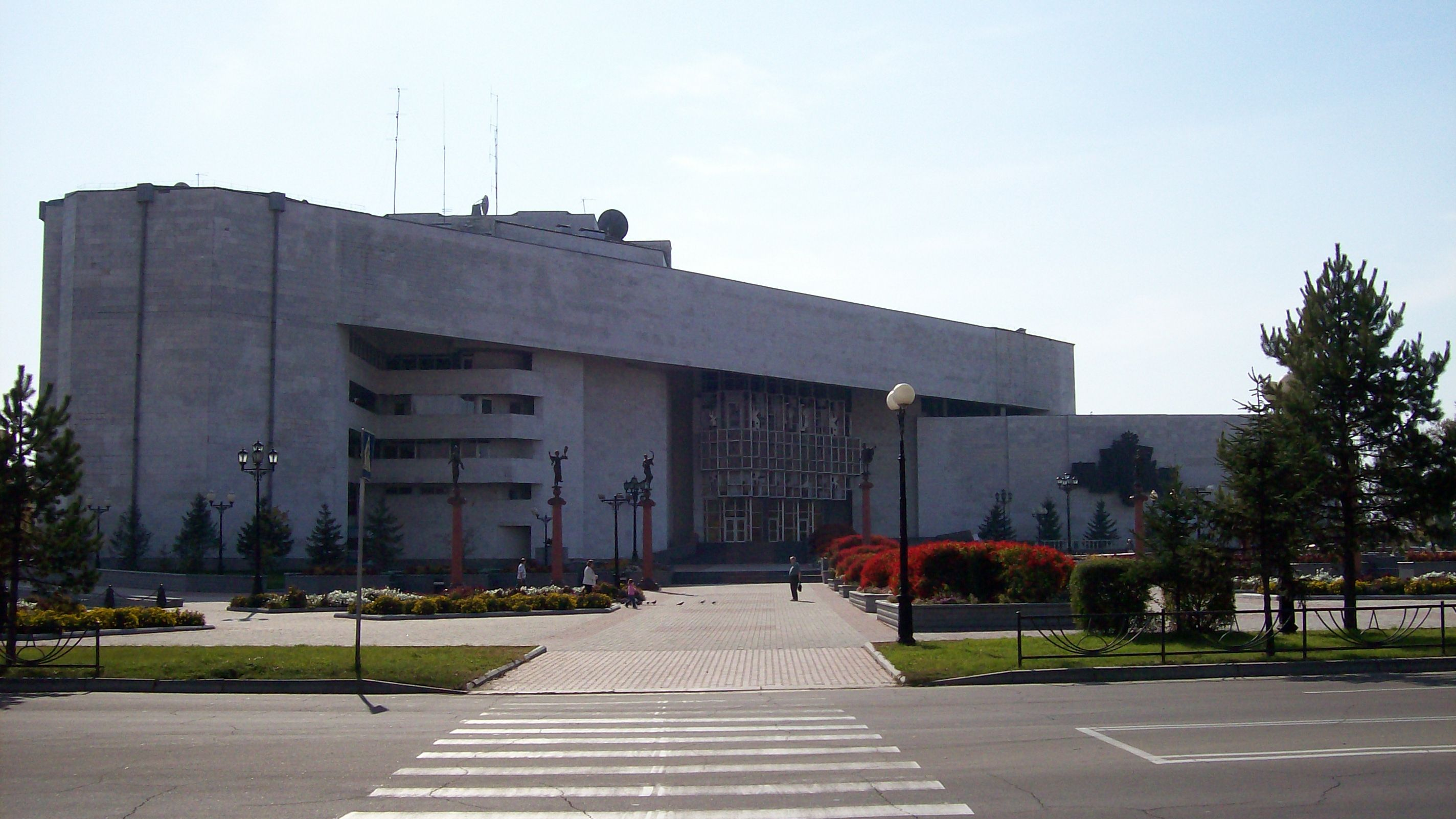
Биробиджанская областная филармония

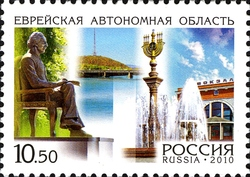
Почтовая марка России, 2010 год

Евреи-переселенцы, прибывшие в Приамурье в 1920—1930-е годы, и их потомки никогда не составляли большинства населения АО, а после масштабной репатриации в Израиль в 1970—1990-е годы стали очень небольшим меньшинством. Пика своей численности еврейское население АО достигло в 1948 году — 28 тыс., после чего постоянно снижалось. Доля представителей титульной нации в ЕАО постоянно уменьшается (последние данные 837 человек и 0,6 % в 2020 году), однако название и статус автономной области пока сохраняется. В настоящее время (2020 год) еврейское присутствие в ЕАО крайне незначительно и ограничивается городом Биробиджаном и близлежащими сёлами Валдгейм, Найфельд, Бирофельд и Птичник.
Впервые дискуссия о статусе области развернулась в 1990—1992 годах, когда представители амурского казачества и некоторые ориентированные на Израиль активисты еврейских организаций высказались против сохранения еврейской автономии на Дальнем Востоке России.
В № 9 (65) за октябрь 1997 года журнал «Лехаим» опубликовал заметку Льва Кричевского из ETA, который со ссылкой на «Биробиджанер Штерн» («Биробиджанская звезда») сообщил, что из-за низкой доли евреев в настоящее время обсуждается вопрос изменения названия области с убиранием слова «еврейская». По данным источника, на тот момент из 200 тысяч жителей области только 5 тысяч были евреями, а сама область занимала одно из первых мест среди регионов России по эмиграции евреев: за 8 лет в Израиль уехало 8 600 жителей области и ещё сотни в США и Германию.
Масштабная миграция евреев из ЕАО в Израиль привела к появлению мнений о крахе ЕАО как проекта еврейской автономии и нецелесообразности её дальнейшего существования, что может в итоге привести к упразднению ЕАО по причинам экономической и административной целесообразности.
В настоящее время ЕАО формально является еврейской автономией, а по сути представляет собой полиэтнический субъект Российской Федерации, где еврейское влияние ограничено малочисленным местным еврейским населением.
В сентябре 2013 года правительство ЕАО утвердило программу привлечения в Еврейскую автономную область соотечественников («Оказание содействия добровольному переселению в Еврейскую автономную область соотечественников, проживающих за рубежом») на основании указа Президента России от 14.09.2012 N 1289 «О реализации Государственной программы по оказанию содействия добровольному переселению в Российскую Федерацию соотечественников, проживающих за рубежом».
По сообщениям прессы, в рамках этой программы в ЕАО приехал только 1 израильтянин.
Существует проект присоединения ЕАО к Хабаровскому краю. Другое предложение — присоединение ЕАО к Амурской области с образованием Амурского края.
Низкая доля титульной нации и общая малая численность населения ЕАО привели к появлению проектов упразднения области. В 2007 году Валерий Тишков заявил:
Я в свое время говорил, что можно было бы уменьшить число субъектов Федерации, и называл, например, Еврейскую автономную область, которая создана скорее под идею, которая не реализовалась.
В 2015 году Евгений Примаков заявил:
Очевидно существуют предпосылки для рассмотрения целесообразности присоединения отдельных национальных образований к субъектам Федерации, созданным на территориальной основе. Политическим анахронизмом является, например, существование Еврейской автономной области, где «титульная» нация составляет меньше 1 % населения.
Реплика Примакова вызвала ответную статью в газете «Биробиджанер Штерн» «Аргументы против присоединения ЕАО к чему-либо», где отстаивалась необходимость сохранения ЕАО.
По мнению политолога Константина Калачёва:
Давно обсуждается тема, что ЕАО — анахронизм, евреев там около 1 % населения, регион депрессивный, и для его развития стоило бы его объединить с Хабаровским краем, это было бы наиболее логичным решением.
Политолог Евгений Минченко заявил:
Экономически существование области смысла не имеет, в имиджевом плане «еврейский регион» выглядит очень смешно.
В марте 2016 года биробиджанский публицист и член Союза журналистов России, старейшина журналистского цеха Биробиджана Валерий Фоменко в новом выпуске рубрики «Я так думаю» сказал про ЕАО:
Как всё искусственно созданное, она обречена на естественное исчезновение как отдельный субъект РФ.
28 мая 2018 года Авигдор Эскин в своей статье в Regnum высказался за упразднение ЕАО. Политолог, заведующий кафедрой журналистики и издательского бизнеса ДВФУ Виктор Бурлаков прокомментировал предложение следующим образом:
Логика к этому давно шла. Самая первая волна объединения регионов была ещё в нулевые годы. Тогда предполагалось, что за счёт укрупнения ряд регионов получит некий синергетический эффект. В Советском Союзе была «матрёшечная» федерация, когда в рамках обычной области стоял национальный регион. Например, в рамках Камчатской области состоял Корякский автономный округ, в Магаданской — Чукотский, в Хабаровском крае — Еврейская автономия. В последние годы советской власти все области, кроме Еврейской, перешли в новый статус и получили независимость от своих «материнских» регионов. Автономией осталась лишь Еврейская область и тоже стала самостоятельной от Хабаровского края». «Теоретически укрупнение возможно, логично и даже полезно. Ведь значительная часть коммуникаций, Транссиб проходят через ЕАО, федеральные представительства работают на два региона. И содержание госаппарата будет экономичнее.
Вице-премьер Марат Хуснуллин в апреле 2021 году заявил, что ЕАО стоит «соединить либо с Хабаровским краем, либо с каким-то другим».
Среди местных СМИ и некоторых еврейских общественных организаций существуют противники проектов упразднения ЕАО (например, Биробиджанер штерн и EAOmedia), которые утверждают в высокой перспективности развития региона (за 2014 год внутренний региональный продукт увеличился на 4,6 %; индекс промышленного производства области составляет 115,6 % за 2013—2014 годы; по индексу сельскохозяйственного производства область заняла второе место с результатом в 124, 9 %; был получен рекордный урожай сои — 125 тысяч тонн; по темпам роста строительства жилья ЕАО заняла 1 место в ДФО, построив 104 тысячи квадратных метров жилья, что составило 164 % от 2013 года; объём инвестиций в основной капитал увеличился в области на 2,4 %. Основной же губитель данных перспектив — в целом отток населения с Дальнего Востока, который замедляет или не даёт развиваться российским регионам ДФО) и сторонники дальнейшего её развития как самобытного еврейского административного образования. Проект упразднения ЕАО продолжает активно обсуждаться.

## Экономика

### Сельское хозяйство
В 2022 году было произведено продукции сельского хозяйства на 8 млрд рублей, из них растениеводство — 6,5 млрд рублей, животноводство — 1,4 млрд рублей. Индекс производства — 116,5 %, 120,4 %, 101,7 %, соответственно, для сельскохозяйственных организаций — 183,4 %, 192,5 %, 102,3 %, соответственно.
Земельные ресурсы области составляют 36 266 км². Имеется 391,1 тыс. га сельскохозяйственных угодий, в том числе около 136,1 тыс. га пахотных земель. При проведении мелиоративных работ площадь пашни может быть увеличена в 3—4 раза.
Благоприятные почвенно-климатические условия, значительная продолжительность вегетационного периода, высокая годовая сумма положительных температур и обилие осадков в тёплый период года позволяют выращивать многие сельскохозяйственные культуры — зерновые и зернобобовые (в том числе сою и кукурузу), овощи, картофель, бахчевые. Важными отраслями сельскохозяйственного производства являются мясное и молочное животноводство, птицеводство.
Посевная площадь под урожай 2022 года — 121,6 тыс. га (+19,4 %), из них соя — 113,1 тыс. га (+20,5 %), картофель — 2,11 тыс. га (-2,4 %), овощи — 0,44 тыс. га (-11,2 %), кормовые — 0,3 тыс. га (-40,6 %), зерновые и зернобобовые культуры — 5,7 тыс. га (+17 %), включая овёс — 2,4 тыс. га (+9,5 %), пшеницу яровую — 1,7 тыс. га (+49,3 %), ячмень яровой — 1,2 тыс. га (+54,4 %).
Валовые сборы в 2020 году основных сельскохозяйственных культур в хозяйствах всех категорий: зерновые и зернобобовые культуры (в весе после доработки) — 8 759 тонн, бобы соевые — 59 044 тонны, картофель — 34 583 тонны, овощи — 9315 тонн.
Валовые сборы в 2020 году плодово-ягодных — 1691,7 тонны (+44,4 %), из них: виноград — 32 тонны (увеличение в 4,2 раза), семечковые — 300,4 тонны (в 2,4 раза), косточковые — 484,2 тонны (+39,5 %), ягодники — 907 тонн (+30,1 %).
На 1 января 2021 года в хозяйствах всех категорий насчитывалось 6768 голов крупного рогатого скота (-4 %), из них коров — 3045 голов (-8,2 %), 1137 свиней (-82,7 %), 3354 овцы и козы, 926 лошадей, 72,2 тысячи птиц (+3,7 %).
В 2020 году было произведено молока на 9,4 тыс. тонн (-1,9 %). Скот и птица на убой (в убойном весе) — 1161 тонна, яйца — 12,8 млн штук, мёд — 674 тонны.
| тыс. гектар | 146,9 | 121,7 | 79,7 | 87,2 | 108,4 | 125,9 |

### Энергетика
Еврейская автономная область является одним из двух регионов России, в которых отсутствуют электростанции; таким образом, весь объём потребляемой в регионе электроэнергии поступает извне. В 2020 году на территории Еврейской автономной области энергопотребление составило 1764 млн кВт·ч, максимум нагрузок — 305 МВт.

### Транспорт
Через территорию области с запада на восток проходит Транссиб. Река Амур с её притоками на юге области судоходна и пригодна для водного транспорта. По территории области проходит две шоссейные дороги: одна тянется с запада на восток через всю область от Облучья до Хабаровска, а вторая проходит с юга на север в направлении от Нижнеленинского через Лазарево до Биробиджана.

## Население
Численность населения области по данным Росстата составляет 144 428 чел. (2025). Плотность населения — 3,98 чел./км². ЕАО — один из самых малонаселённых субъектов РФ. Городское население — 
73,31 % (2022).

### Национальный состав

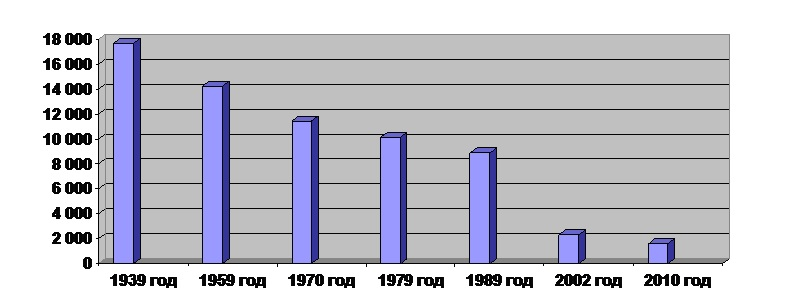
Количество евреев в ЕАО в раскладке по годам

Национальный состав по данным переписей населения 1939—2021 годов:
| Народ    | 1926        | 1934             | 1939            | 1959             | 1970             | 1979             | 1989             | 2002             | 2010             | 2021             |
| -------- | ----------- | ---------------- | --------------- | ---------------- | ---------------- | ---------------- | ---------------- | ---------------- | ---------------- | ---------------- |
| Русские  |             |                  | 75 093 (68,9 %) | 127 281 (78,2 %) | 144 286 (83,7 %) | 158 765 (84,1 %) | 178 087 (83,2 %) | 171 697 (89,9 %) | 160 185 (92,7 %) | 133 625 (97,7 %) |
| Украинцы |             |                  | 9933 (9,1 %)    | 14 425 (8,9 %)   | 10 558 (6,1 %)   | 11 870 (6,3 %)   | 15 921 (7,4 %)   | 8483 (4,4 %)     | 4871 (2,8 %)     | 1292 (0,9 %)     |
| Евреи    | 11 (0,03 %) | 10 400 (19,54 %) | 17 695 (16,2 %) | 14 269 (8,8 %)   | 11 452 (6,6 %)   | 10 163 (5,4 %)   | 8887 (4,1 %)     | 2327 (1,2 %)     | 1628 (1,0 %)     | 837 (0,6 %)      |

ЕАО является одним из регионов с самым большим процентом русского населения. По этому показателю область занимает 1-место в Дальневосточном Федеральном округе.

### Язык и культура
В Еврейской автономной области ещё с эпохи СССР, кроме русского языка, имел определённое распространение и идиш — язык евреев Центральной и Восточной Европы, который в условиях советского времени получил новое развитие. Развитие идиша, как и любого другого языка, связано, прежде всего, с определением, установлением и признанием его статуса. Статус идиша в истории еврейского народа менялся несколько раз: от «жаргона» к языку национальному, а затем — к языку государственного управления, языку официальной власти, как это было предпринято в Еврейской автономной области. По уставу ЕАО от 18 октября 1997 года, государственным языком в ЕАО признан только русский, а языки еврейского народа (идиш, иврит, сефардский и другие) являются только одними из языков народов ЕАО.
Статья 6 устава Еврейской автономной области:
1. Русский язык на территории области в соответствии с Конституцией Российской Федерации имеет статус государственного языка.
2. В области создаются условия для сохранения, изучения и развития языков еврейского народа и других народов, проживающих на территории области.
3. Порядок использования языков народов, проживающих на территории области, определяется федеральным законодательством и законодательством области.

По данным переписи 2020—2021 годов, владение ивритом указало 63 человека (из них используют его в повседневной жизни 19 человек), а владение идишем указало 24 человека (из них используют его в повседневной жизни 9 человек). По данным переписи 2010 года, в ЕАО с общим населением в 176 558 человек и еврейским населением в 1628 человек владение идишем указали 97 человек (6 % от еврейского населения области), владение ивритом — 312 человек (19 % от еврейского населения области), владение еврейским языком без уточнения (из других употребимых — обычно, ладино и диалекты сефардского) — 54 человека. Население области в целом и евреи в частности не используют идиш как разговорный язык, хотя в ЕАО и присутствует определённый интерес к культуре идиша (однако на 5-м фестивале еврейской культуры в 1999 году на пресс-конференции участников фестиваля было заявлено, что культура идиша в ЕАО умирает). Тем не менее с тех пор уже прошло ещё восемь фестивалей еврейской культуры, которые обычно проводятся раз в два года.
В 2000-е годы интерес к идишу начал угасать: Биробиджанский педагогический институт прекратил регулярные наборы на отделение идиша из-за невостребованности выпускников и низкого спроса на эту специальность (всего с момента открытия отделения в 1990 году за 20 лет было подготовлено 150 человек), еврейская государственная школа № 2 с преподаванием идиша была слита с другой школой, кабинет идиша при институте усовершенствования учителей упразднили. Тем не менее, по данным на 2020 год, в городе Биробиджан работает лицей номер 23 с углублённым изучением еврейского языка, культуры и традиций. Идиш изучается также в школе села Валдгейм Биробиджанского района. Еврейские языки (идиш и иврит) преподаются в Еврейской воскресной школе, а также в двух еврейских детских садах. Факультативно идиш изучается и в нескольких других школах Биробиджана (гимназия номер 1, школа в районе им. Бумагина). В 2019 году был построен и открыт Еврейский молодёжный центр, в здании которого в сентябре 2020 года планировался открыться детский сад от религиозного движения «Хабад».
Сокращение количества владеющих идишем как среди читателей, так и среди авторов газеты вынудило «Биробиджанер штерн», помимо идиша, издавать часть газеты на русском языке. В настоящее время вкладка на идише в газете «Биробиджанер штерн» уменьшилась до 1-3 полос).
В ЕАО существует издательский дом «Биробиджан» в составе областной типографии, газеты на русском языке «Биробиджанская звезда» тиражом 6000 экземпляров и газеты на русском и идише «Биробиджанер штерн» тиражом 1700 экземпляров.

### Населённые пункты
Населённые пункты с численностью населения более 2000 человек
| Биробиджан | ↘67 212 |
| Облучье    | ↘7831   |
| Николаевка | ↘6196   |
| Ленинское  | ↘4785   |

| Смидович    | ↘4262 |
| Бабстово    | ↘4024 |
| Амурзет     | ↘3953 |
| Теплоозёрск | ↘3481 |

| Приамурский | ↘3153 |
| Птичник     | ↘3055 |
| Бира        | ↘2787 |

## Административное деление

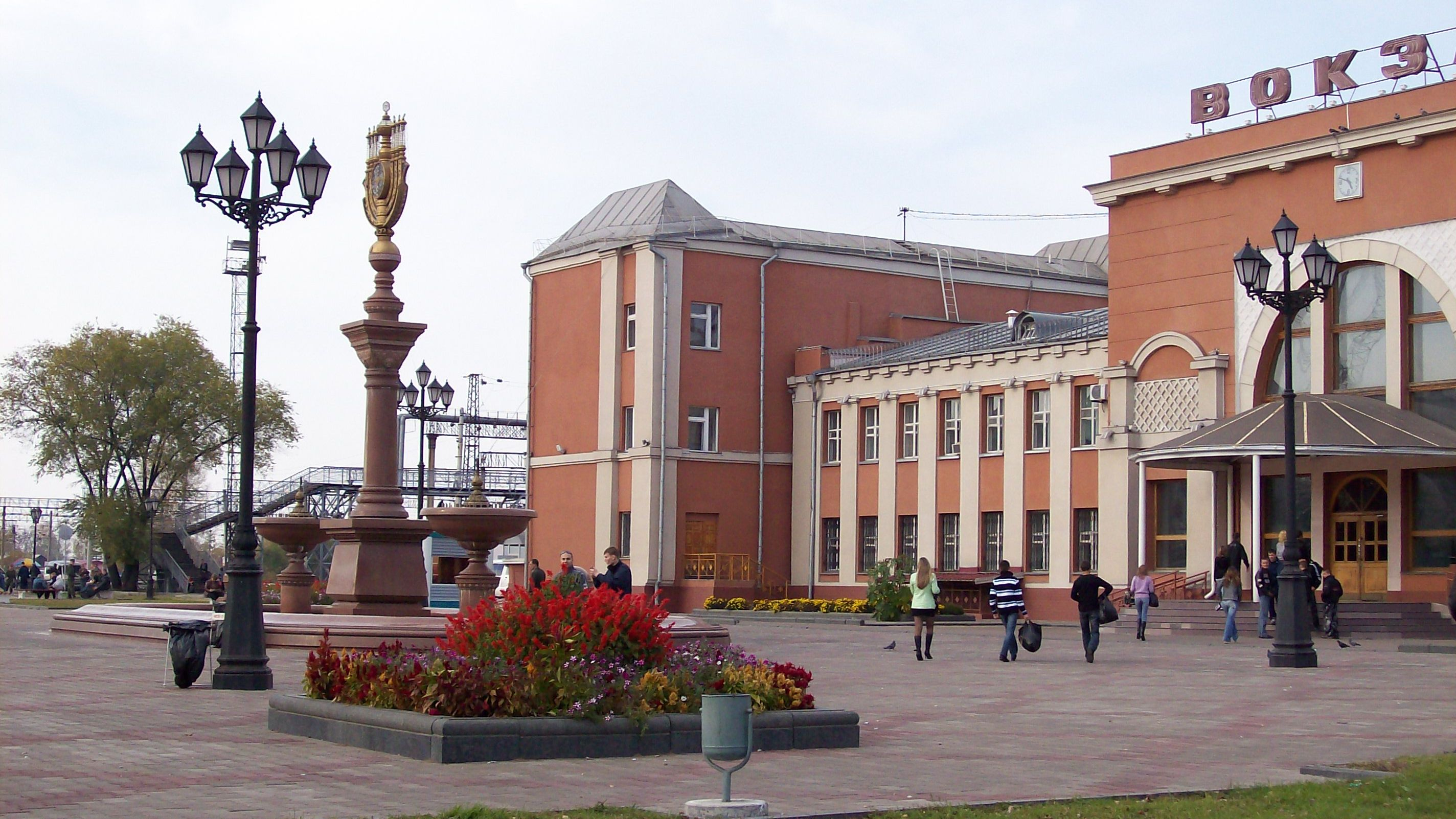
Биробиджан, вокзальная площадь

ЕАО, будучи единственным субъектом ДФО, не относящимся к Крайнему Северу или приравненным к таковому, делится на 1 город областного значения Биробиджан и 5 районов: Облученский, Смидовичский, Биробиджанский, Ленинский, Октябрьский.

## Телефонные коды муниципальных образований
| Муниципальное образование         | Телефонный код |
| --------------------------------- | -------------- |
| Биробиджан и Биробиджанский район | 426 22         |
| Смидовичский район                | 426 322/323    |
| Ленинский район                   | 426 63         |
| Октябрьский район                 | 426 652        |
| Облученский район                 | 426 66         |

## Образование

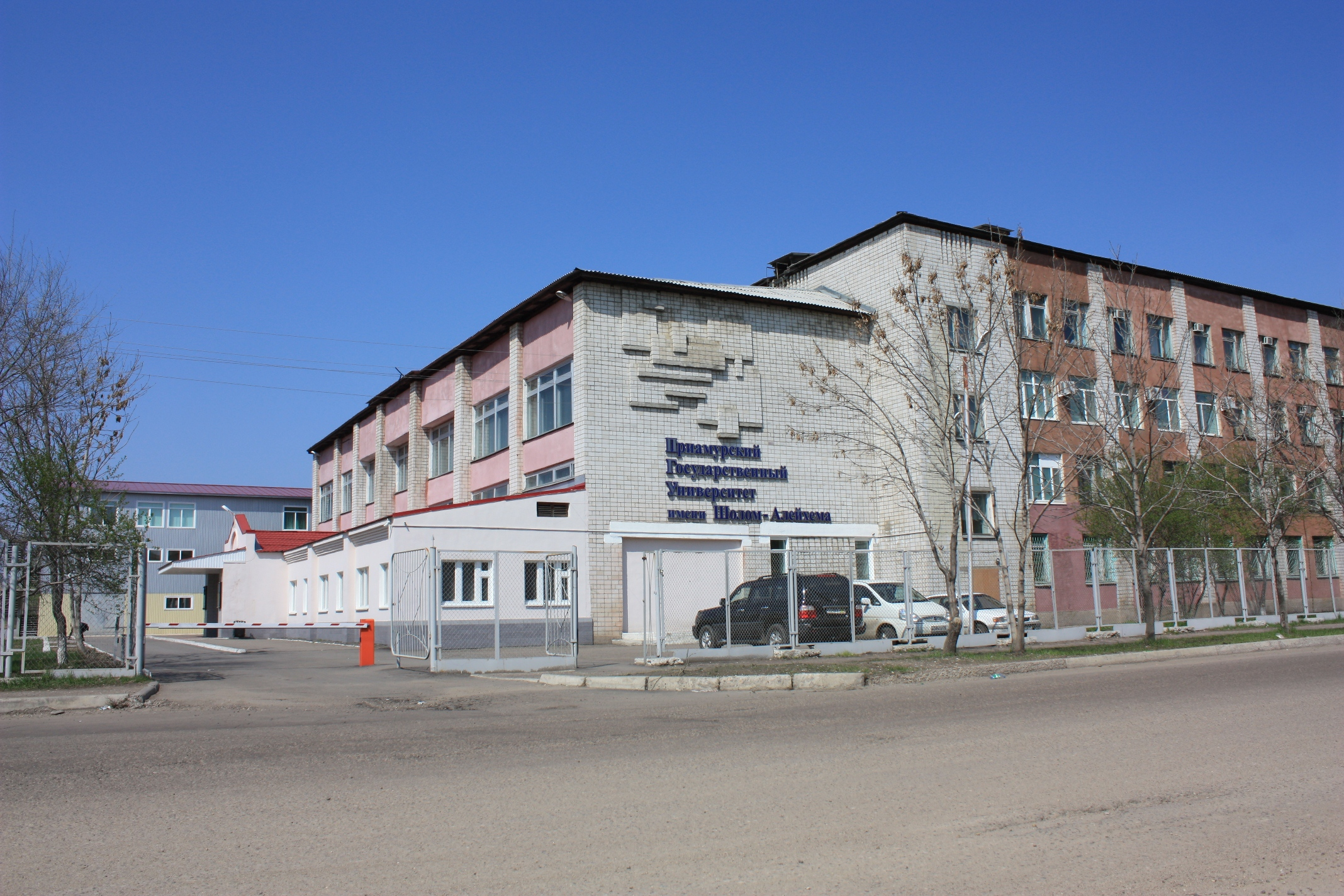
Биробиджан, Приамурский государственный университет имени Шолом-Алейхема

Еврейская автономная область с 1 апреля 2010 года участвует в проведении эксперимента по преподаванию курса «Основы религиозных культур и светской этики» (включает «Основы православной культуры», «Основы исламской культуры», «Основы буддийской культуры», «Основы иудейской культуры», «Основы мировых религиозных культур» и «Основы светской этики»).

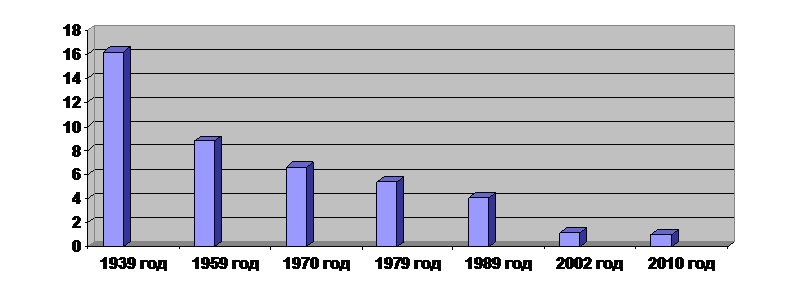
Доля евреев в общем населении ЕАО в раскладке по годам (в процентах)

По состоянию на 2024 год единственным действующим высшим учебным заведением области является Приамурский государственный университет имени Шолом-Алейхема. Ранее существовавшие филиалы других вузов ликвидированы или находятся в стадии ликвидации.

## Военно-политическое значение
Существует мнение, что в периоды обострения напряжённости между СССР и Китаем территория ЕАО могла играть роль буферной области, а само место образования еврейской автономии определялось исходя больше из соображений и необходимости укрепления советской власти в важном приграничном районе при его слабой заселённости и тогдашней угрозы со стороны Японии, казаков-белоэмигрантов в Маньчжурии, набегов хунхузов и стихийной миграции из Китая, чем с точки зрения интересов переселенцев.

## Почётные граждане Еврейской автономной области
По состоянию на 16 июля 2025 года:
- Аксельрод Михаил Григорьевич
- Арнаполин Виллий Израйлович
- Баклан Владимир Григорьевич
- Бардаль Валентина Максимовна
- Баселин Семен Юдович
- Беленькая Ида Леонидовна
- Беркутов Никифор Иванович
- Брук Борис Львович
- Брусиловский Лазарь Моисеевич
- Ващенко Владимир Иванович
- Вейцер Пётр Николаевич
- Голубь Борис Михайлович
- Гуревич Валерий Соломонович
- Гожий Виктор Спиридонович
- Дербенев Пётр Павлович
- Джабаров Владимир Михайлович
- Драбкин Александр Леонидович
- Екимова Нина Николаевна
- Золотых Михаил Фёдорович[112]
- Игнатьев Виктор Дмитриевич
- Канделя Михаил Васильевич
- Кауфман Марк Матвеевич
- Кац Вольф Аронович
- Киселева Галина Николаевна
- Клименков Петр Михайлович
- Колобов Иван Степанович
- Корсунский Борис Леонидович
- Кристалл Августа Давыдовна
- Кубарев Иван Степанович
- Ланцман Ефим Моисеевич
- Либерберг Иосиф Израйлевич
- Лопатин Алексей Прокопьевич
- Лопатин Георгий Дорофеевич
- Макарова Земфира Алексеевна
- Мамедов Хикмет Алигейдар оглы
- Марундик Нина Ивановна
- Матисова Валентина Дмитриевна
- Матушевская Ольга Федоровна
- Немов Анатолий Иванович
- Носенко Алексей Леонтьевич
- Паздников Владимир Ерофеевич
- Панман Валерий Ильич
- Пеллер Владимир Израйлевич
- Пищура Борис Александрович
- Пришкольник Исаак Абрамович
- Рак Борис Ефимович
- Рогалев Михаил Сергеевич
- Рысин Виля Исаакович
- Самбурская Вера Федоровна
- Скачков Александр Афанасьевич
- Сурнин Анатолий Александрович
- Тенцер Борис Соломонович
- Тойтман Лев Григорьевич
- Тян Артур Васильевич
- Ушаков Георгий Алексеевич
- Факитдинов Олег Загриевич
- Цап Владислав Абрамович[113]
- Шереметьев Алексей Васильевич
- Шестопалов Михаил Архипович
- Янович Василий Алексеевич
- Яновский Евгений Николаевич